# جایزه بزرگ بلژیک ۱۹۸۹
جایزه بزرگ بلژیک ۱۹۸۹ (انگلیسی: ‎1989 Belgian Grand Prix‎) یک مسابقهٔ موتوری در رشتهٔ اتومبیل‌رانی فرمول یک بود که در تاریخ ۲۷ اوت ۱۹۸۹ در پیست اسپا-فرانکورشان واقع در اسپا، بلژیک برگزار شد. این گراند پری در میان ۱۶ گراند پری در فصل ۱۹۸۹، مسابقهٔ شمارهٔ ۱۱ بود.
در این مسابقه که در ۴۴ دور و به مسافت ۳۰۵٫۳۶۰ کیلومتر (۱۸۹٫۷۴۲ مایل) برگزار شد، پول پوزیشن توسط آیرتون سنا کسب شد و سریع‌ترین زمان برای طی یک دور پیست که برابر با ۲:۱۱٫۵۷۱ بود نیز توسط آلن پروست به ثبت رسید.
آیرتون سنا از تیم مک‌لارن-هوندا، آلن پروست از تیم مک‌لارن-هوندا و نایجل منسل از تیم فراری به‌ترتیب مقام‌های اول تا سوم مسابقه را کسب کردند.

## رده‌بندی قهرمانی پس از مسابقه
| جایگاه | راننده         | امتیاز |
| ------ | -------------- | ------ |
| ۱      | آلن پروست      | ۶۲     |
| ۲      | آیرتون سنا     | ۵۱     |
| ۳      | نایجل منسل     | ۳۸     |
| ۴      | ریکاردو پاتریس | ۲۵     |
| ۵      | تیری بوتسن     | ۲۰     |
| منبع:  |                |        |

| جایگاه | سازنده       | امتیاز |
| ------ | ------------ | ------ |
| ۱      | مک‌لارن-هوندا | ۱۱۳    |
| ۲      | ویلیامز-رنو  | ۴۵     |
| ۳      | فراری        | ۳۸     |
| ۴      | بنتون-فورد   | ۱۹     |
| ۵      | اروز-فورد    | ۱۲     |
| منبع:  |              |        |

یادداشت
- تنها پنج جایگاه نخست از هر رده‌بندی نمایش داده شده‌است.